# 多情劍客無情劍

《多情劍客無情劍》，天地圖書出版社版本，1997年出版

《多情劍客無情劍》是古龍中期作品，原名《風雲第一刀》。全書包括1968年至1969年於武俠世界連載的《風雲第一刀》與1969年至1970年於武俠春秋連載的《鐵膽大俠魂》，而春秋出版社則併為一部《多情劍客無情劍》。另上海學林出版又改回原名《風雲第一刀》，並且宣稱是初名。
小说曾被改編為電視劇和《多情劍客無情劍》系列（後者包括電影）。後來亦有以「小李飛刀」（實整篇《多情劍客無情劍》）為名的漫畫和電玩。

## 內容概要
小说以「小李探花」李尋歡與「飛劍客」阿飛的故事为主线。
李尋歡投身江湖，成為首屈一指的武林人物，以飛刀神技聞名。他與林詩音彼此相愛，訂下婚約，原欲結為夫妻；後來他知道義兄龍嘯雲愛上林詩音，李尋歡不忍見救命恩人兼義兄的龍嘯云因林詩音日漸消瘦，生命垂危，所以刻意縱情酒色，藉故疏遠林詩音，促成龍嘯雲與林詩音的婚姻。並在龍嘯雲與林詩音成親之後，把自己的府邸和萬貫家財送給林詩音作嫁妝，出關隱姓埋名。
十多年後，李尋歡重回故鄉，遇上“飛劍客”阿飛、孫小紅，並再次引起江湖血雨腥風。他曾牽涉進“梅花盜”一案，一度被視為“梅花盜”，幾翻轉折，雖然水落石出。卻又被捲進林仙兒、龍嘯雲、上官金虹等人的江湖鬥爭之中，終於殺死上官金虹，並與孫小紅結伴，再次退隱江湖。

## 角色

### 主人公
- 李尋歡：小李飛刀，例不虛發。使飛刀，主角之一，暗器功夫獨步江湖。《風雲第一刀》書名之由來。兵器譜排名第三。

- 阿飛：飛劍客，通稱阿飛。一劍刺出，絕不空回。使快劍，主角之一。《多情劍客無情劍》書名之由來。

### 興雲莊
- 龍嘯雲：興雲莊主，表面敦厚，實則城府極深，與李尋歡結為異姓兄弟。後為了想挽回林詩音的心，不惜用盡一切欲置李尋歡於死地。在金錢幫總舵被圍毆致死。

- 龍小雲：很陰險的小孩，曾被李尋歡廢去武功，卻因林詩音之助練過武功秘笈憐花寶典。

- 林詩音：李尋歡的表妹，未過門之妻子。後雖嫁給龍嘯雲，但林詩音仍然心屬李尋歡，卻也造成龍李斷義的最大關鍵。

- 林仙兒：梅花盜，有「天下第一美人」之稱。曾是阿飛的情人，最終癲狂發瘋。

### 金錢幫
- 上官金虹：使用《兵器譜》中排名第二的「子母龍鳳環」。武林一代梟雄，能犧牲所有一切只為了鞏固自己的地位。李尋歡頭號勁敵。後被李尋歡殺死。
- 荊無命：上官金虹的義子。原使左手劍，後被李尋歡斷左臂。阿飛的頭號勁敵。曾言道「我的右手比左手更快，這就是我的秘密！」。曾打敗兵器譜第四之嵩陽鐵劍。
- 上官飛：上官金虹之子，專使暗招的小人，武功不低，善用人海戰術。被荊無命殺死。
- 向松：《兵器譜》中排名十九的「風雨雙流星」。金錢幫第八舵舵主，命喪荊無命劍下。

### 其他人物
- 孫白髮：《兵器譜》中排名第一的天機老人，以天機棒為武器。遭上官金虹殺害。
- 郭嵩陽：《兵器譜》中排名第四的「嵩陽鐵劍」。死於荊無命劍下。
- 呂鳳先：《兵器譜》中排名第五的「溫侯銀戟」，先以銀戟作為武器，後來改用混有金屬鑄成的雙手取代。被林仙兒玩弄感情，最終發瘋。
- 伊哭：《兵器譜》中排名第九的「青魔手」，死於阿飛劍下。
- 鐵傳甲：「鐵甲金剛」，李尋歡忠僕，以童子身練成鐵布衫。與中原八義產生誤會，自殺而死。
- 孫小紅：李尋歡之最終歸宿，孫白髮之孫女。
- 孫駝子：殘廢的侏儒。「背上一座山，山也壓不倒」的孫老二，被金錢幫殺害。
- 胡不歸：胡瘋子，這人一向瘋瘋癲癲。
- 梅大：梅花草堂梅二家老大。
- 梅二：七妙人之一。有三不治。
- 游龍生：藏劍山莊少莊主，亡於大歡喜女菩薩之手。
- 藍蠍子：伊哭之情人，死於大歡喜女菩薩之手。

## 小說目錄
1. 飛刀與快劍
2. 海內存知己者
3. 寶物動人心
4. 美色惑人意
5. 風雪夜追人
6. 醉鄉遇救星
7. 誤傷故人子
8. 往事不可追
9. 何處不相逢
10. 十八年舊怨
11. 天外來救星
12. 同是斷腸人
13. 無妄之災
14. 有口難言
15. 情深意重
16. 假仁假義
17. 原形畢露
18. 一日數驚
19. 百口莫辯
20. 人心難測
21. 以友為榮
22. 梅花又現
23. 誤入羅網
24. 逆徒授首
25. 劍無情人卻多情
26. 小店中的怪客
27. 小店又來怪客
28. 要人命的金錢
29. 長眼睛的鞭子
30. 漫漫的長夜
31. 小李飛刀
32. 知已仇敵
33. 驚人之語
34. 驚人的消息
35. 吃人的蠍子
36. 奇異的感情
37. 老人
38. 祖孫
39. 阿飛
40. 姦情
41. 狡兔
42. 惡毒
43. 生死之間
44. 兩世為人
45. 千鈞一髮
46. 英雄與梟雄
47. 大歡喜女菩薩
48. 女巨人
49. 各有安排
50. 溫柔陷阱
51. 奇峰迭起
52. 陷阱
53. 騙局
54. 交換
55. 蕩婦
56. 出鞘劍
57. 火花
58. 英雄
59. 勇氣
60. 友情
61. 承諾
62. 絕招
63. 斷義
64. 禍水
65. 利用
66. 怒火
67. 自取其辱
68. 武學顛峰
69. 神魔之間
70. 是真君子
71. 毒婦的心
72. 互鬥心機
73. 人性無善惡
74. 蒸籠和枷鎖
75. 最慷慨的人
76. 生死一線間
77. 高明的手段
78. 興雲莊的秘密
79. 恐怖的決鬥
80. 義氣的朋友
81. 可怕的錯誤
82. 無心鑄大錯
83. 無言的慰藉
84. 偉大的愛
85. 忽然想通了
86. 錯的是誰呢
87. 血洗一身孽
88. 重生
89. 勝敗
90. 蛇足

## 改編作品

### 電影
- 《多情劍客無情劍》：1977年，導演楚原，演員狄龍飾李尋歡、爾冬陞飾阿飛。
- 《魔劍俠情》：1981年出品，楚原導演，狄龍、爾冬陞、傅聲、谷峰、井莉主演，是1977年電影《多情劍客無情劍》的續集。

### 電視劇
| 年份     | 1978     | 1978               | 1982                  | 1994                  | 1999                           | 2007     |
| 名稱     | 小李飛刀 | 小李飛刀之魔劍俠情 | 小李飛刀              | 小李飛刀              | 多情剑客无情剑 (又名:小李飞刀) | 小李飞刀 |
| 電視台   | 無綫電視 | 無綫電視           | 中華電視台            | 無綫電視              | 中華電視台                     |          |
| 地區     | 香港     | 香港               | 臺灣                  | 香港                  | 臺灣/中國大陸                  | 中國大陸 |
| 集數     | 13       | 8                  | 16                    | 20                    | 40                             | 20       |
| 監製     | 王天林   | 王天林             | 韋辛                  | 李元科                |                                |          |
| 角色     | 演員     | 演員               | 演員                  | 演員                  | 演員                           | 演員     |
| 李尋歡   | 朱江     | 朱江               | 衛子雲                | 關禮傑                | 焦恩俊                         | 黄子腾   |
| 阿 飛    | 黃元申   | 黃元申             | 龍傳人                | 錢嘉樂                | 吴京                           |          |
| 孫小紅   | 高妙思   | 歐陽佩珊           | 周雅芳 (角色：小神通) | 黃小燕                | 賈靜雯                         | 张瑞拉   |
| 林詩音   | 李琳琳   | 温柳媚             | 王美力                | 關寶慧                | 萧蔷                           | 陈祉希   |
| 林仙兒   | 黄杏秀   | 黄杏秀             | 陳小慧                | 傅明憲                | 郑佳欣                         | 黄敏烨   |
| 荊無命   | 何礼男   | 关聪               | 張振寰                | -                     | 陈凯                           |          |
| 郭嵩陽   | 林伟图   | 林伟图             | 陸一龍                | -                     |                                |          |
| 呂鳳先   | 梁鸿华   | 梁鸿华             | 彭剛                  | -                     |                                |          |
| 龍嘯雲   | 江涛     | 罗国维             | 汪威江                | 陳捷文                | 林立洋                         | 柴铭洋   |
| 龍小雲   | 嚴秋華   | 羅浩楷             | 廖麗君                | 鄧兆尊 (角色：龍天賜) | 張辰                           |          |
| 伊 哭    | 金兴贤   | 金兴贤             | 王祈生                | -                     |                                |          |
| 上官金虹 | 刘丹     | 张冲               | 張復建                | -                     | 高雄                           | 徐少强   |
| 天機老人 | 马剑棠   | 江毅               | 常楓                  | -                     | 刘长生                         |          |
| 百曉生   | 黄兴     | -                  | 于恒                  | -                     | 张明健                         |          |

無線電視於1978年將古龍小說《多情劍客無情劍》中的上集《風雲第一刀》改編成電視劇《小李飛刀》，該劇播出以後，深受廣大觀眾歡迎，故於同年將《多情劍客無情劍》下集《鐵膽大俠魂》改編成電視劇《小李飛刀之魔劍俠情》。
中華電視台於1982年也將《多情劍客無情劍》改編成電視劇《小李飛刀》，共16集，韋辛製作，衛子雲扮演李尋歡，周雅芳扮演小神通，龍傳人扮演阿飛。

## 流行曲
前述電視劇主題曲亦名為「小李飛刀」，由顧嘉煇作曲、盧國沾填詞、羅文主唱。由於電視劇為人所喜愛，連帶該劇主題曲也成為家傳戶曉的經典金曲，獲得香港電台第一屆十大中文金曲金曲獎。